# ノーサンプトン伯爵
ノーサンプトン伯爵（英語: Earl of Northampton）は、イギリスの伯爵位。イングランド貴族爵位。

## 歴史
1337年にウィリアム・ド・ブーンが議会招集令状によるイングランド貴族として叙せられたが、その息子でヘレフォード伯・エセックス伯も兼ねたハンフリー・ド・ブーン(1341–1373)には男子がなく、女子が2人あっただけなので彼の死後に停止（abeyant）となった。1384年になってハンフリーの娘メアリー・ド・ブーンの夫であるヘンリー王子（後のヘンリー4世）に継承された。
ついで1603年にヘンリー・ハワード(1540–1614)が、イングランド貴族として叙せられたが、一代で廃絶している。
ついで1618年には第2代コンプトン男爵ウィリアム・コンプトン(-1630)が、1618年にイングランド貴族として叙せられた。9代ノーサンプトン伯チャールズ・コンプトン(1760–1828)の代の1812年にノーサンプトン侯爵に叙せられており、以降ノーサンプトン伯爵位はノーサンプトン侯爵位の従属爵位として現在まで続いている。
2015年現在の爵位保持者は第7代ノーサンプトン侯爵・第15代ノーサンプトン伯爵スペンサー・コンプトン(1946年-)である。

## ノーサンプトン伯 (1337年)
- 初代ノーサンプトン伯ウィリアム・ド・ブーン（1310年頃 - 1360年）
- 2代ノーサンプトン伯ハンフリー・ド・ブーン（1341年 - 1373年）  
  - 彼の死とともに停止 (abeyant)
- 3代ノーサンプトン伯ヘンリー（1367年 - 1413年） - 1384年に復活。1399年に国王ヘンリー4世となる。
- 4代ノーサンプトン女伯アン（1383年 - 1438年）

## ノーサンプトン伯 (1604年)
- 初代ノーサンプトン伯ヘンリー・ハワード（1540年 - 1614年）
  - 彼の死とともに廃絶

## ノーサンプトン伯 (1618年)
- ノーサンプトン侯爵を参照